# Jardins des Champs-Élysées
Os Jardins des Champs-Élysées (Jardins dos Campos Elísios) são um espaço verde do 8.º arrondissement de Paris, na França.

## Localização
Os Jardins des Champs-Élysées são delimitados:
- pelo Cours de la Reine ao sul;
- pela Avenue Gabriel ao norte.
- pela Avenue Matignon, o Rond-Point des Champs-Élysées-Marcel-Dassault e a Avenue Franklin-D.-Roosevelt a oeste;
- pela Praça da Concórdia a leste.

Eles também são divididos em dois pela parte inferior da Avenue des Champs-Elysées; a Avenue du Général-Eisenhower e a Avenue Winston-Churchill também passam pelos jardins. Eles medem 137 520 m² (13,7 ha).
O sul dos jardins é ocupado pelo Grand Palais. Entre os outros edifícios, pode se citar o Théâtre du Rond-Point e o Théâtre Marigny. Os jardins do Palácio do Eliseu adjacente ao espaço verde, ao norte.
O sudoeste dos jardins, ao redor da Grand Palais, contém o Square Jean-Perrin e o Jardin de la Nouvelle-France.

O mapa dos Jardins des Champs-Élysées

## História

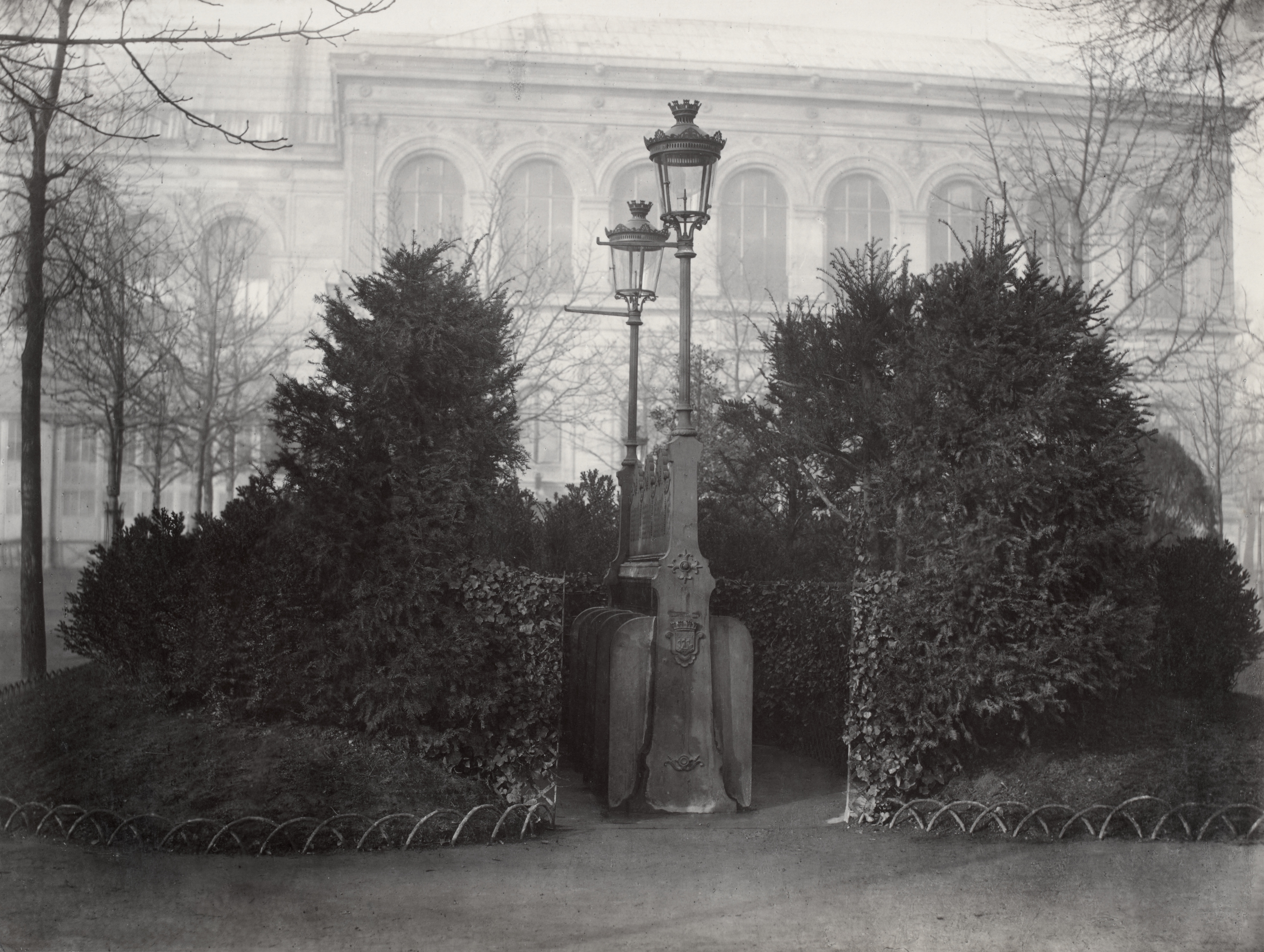
Vespasianas dos jardins, por volta de 1865 (fotografia de Charles Marville).

O local ocupado pelos jardins, originalmente pantanosos, começou a ser desenvolvido a partir do século XVII. Ele foi comprado em 1828 pela Cidade de Paris. O jardins atuais foram concebidos por Jean-Charles Alphand no modelo dos jardins ingleses e inaugurados em 1840.

## Os carrés
Estes jardins, com larguras de 300 a 400 metros, são divididos em espaços retangulares chamados de carrés (quadrados):
No lado Norte, de Leste a Oeste
- Carré des Ambassadeurs: ela deriva seu nome dos hotéis construído pelo arquiteto Ange-Jacques Gabriel, na Place de la Concorde nas proximidades, que eram destinados a servir como um lar para embaixadores estrangeiros, incluindo o Espace Cardin.

Carré des Ambassadeurs
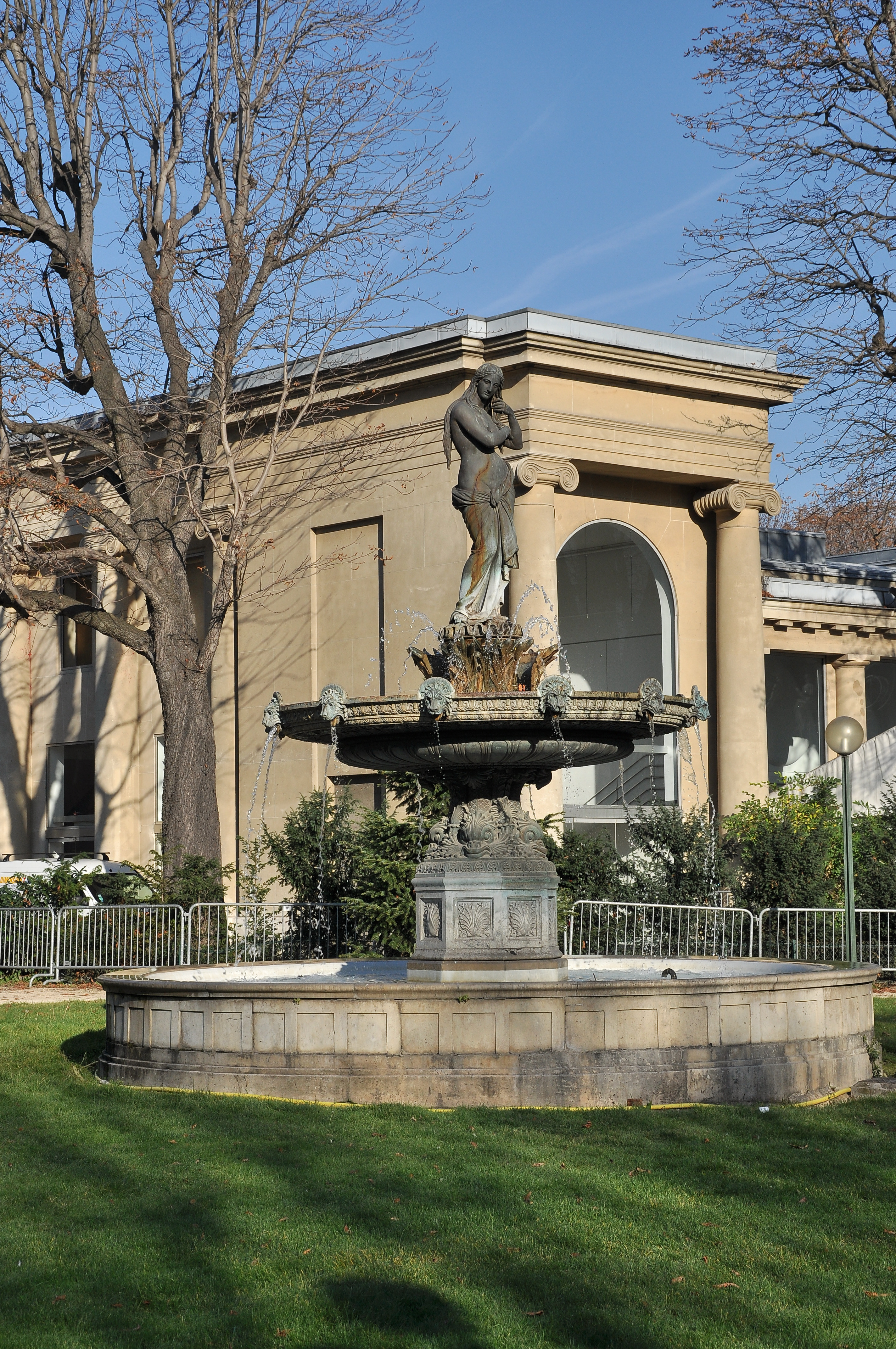
Espace Cardin e a Fontaine des Ambassadeurs (ou Fontaine de Venus)
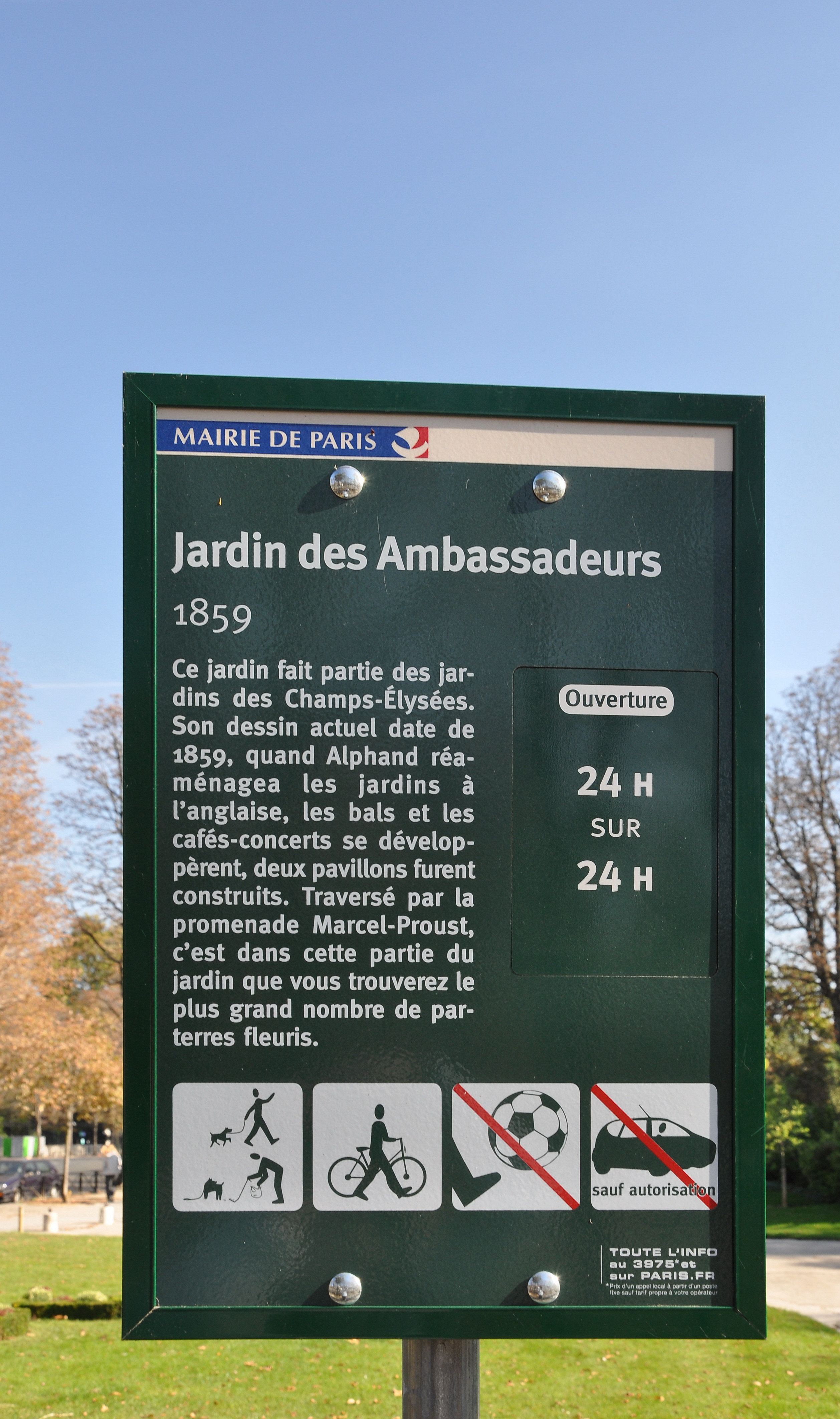
Carré des Ambassadeurs
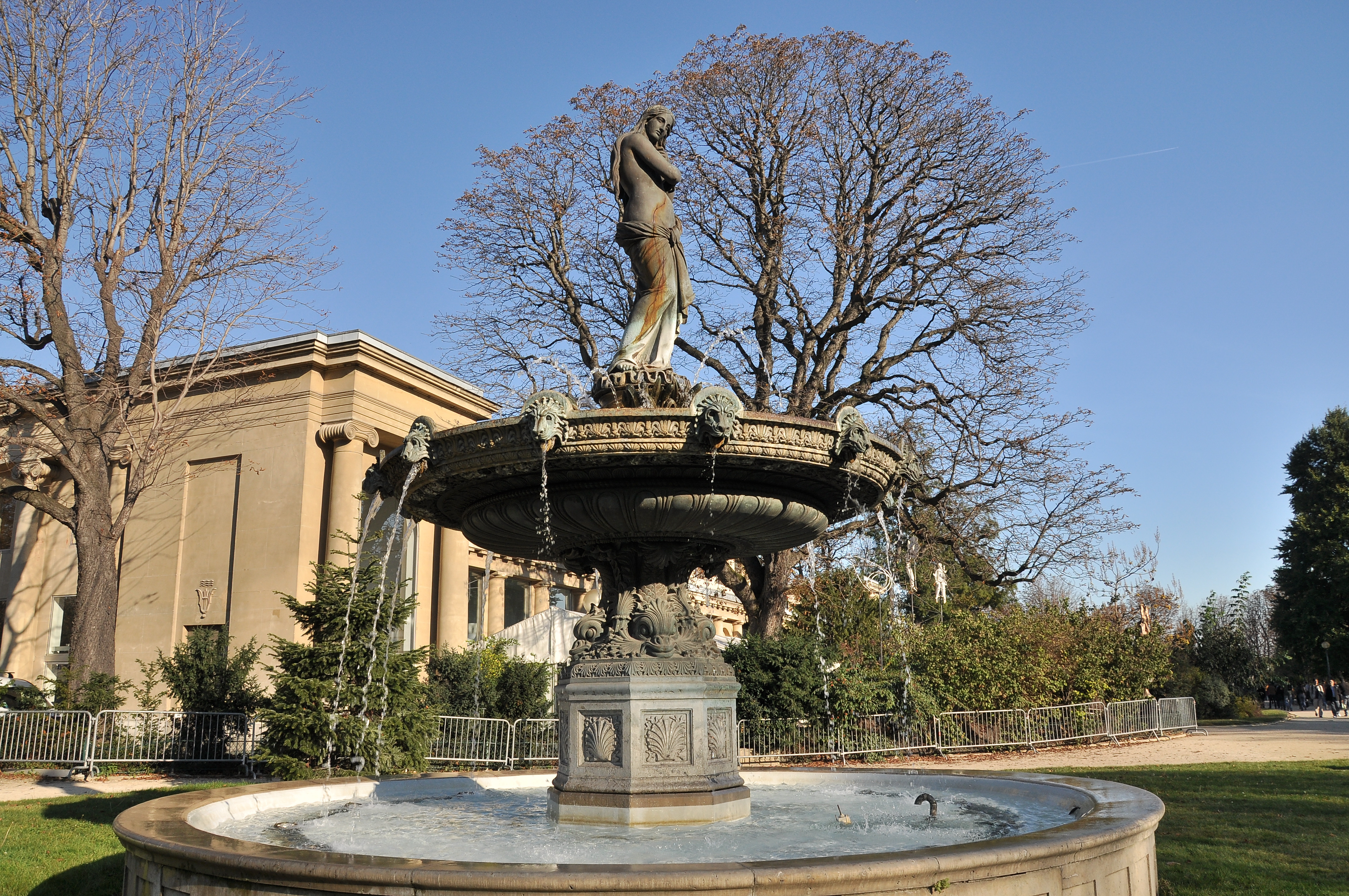
Fontaine des Ambassadeurs

- Carré de l'Élysée (em frente ao Palácio do Eliseu), se encontra o Pavillon Gabriel e restaurante Lenôtre.

Carré de l'Élysée
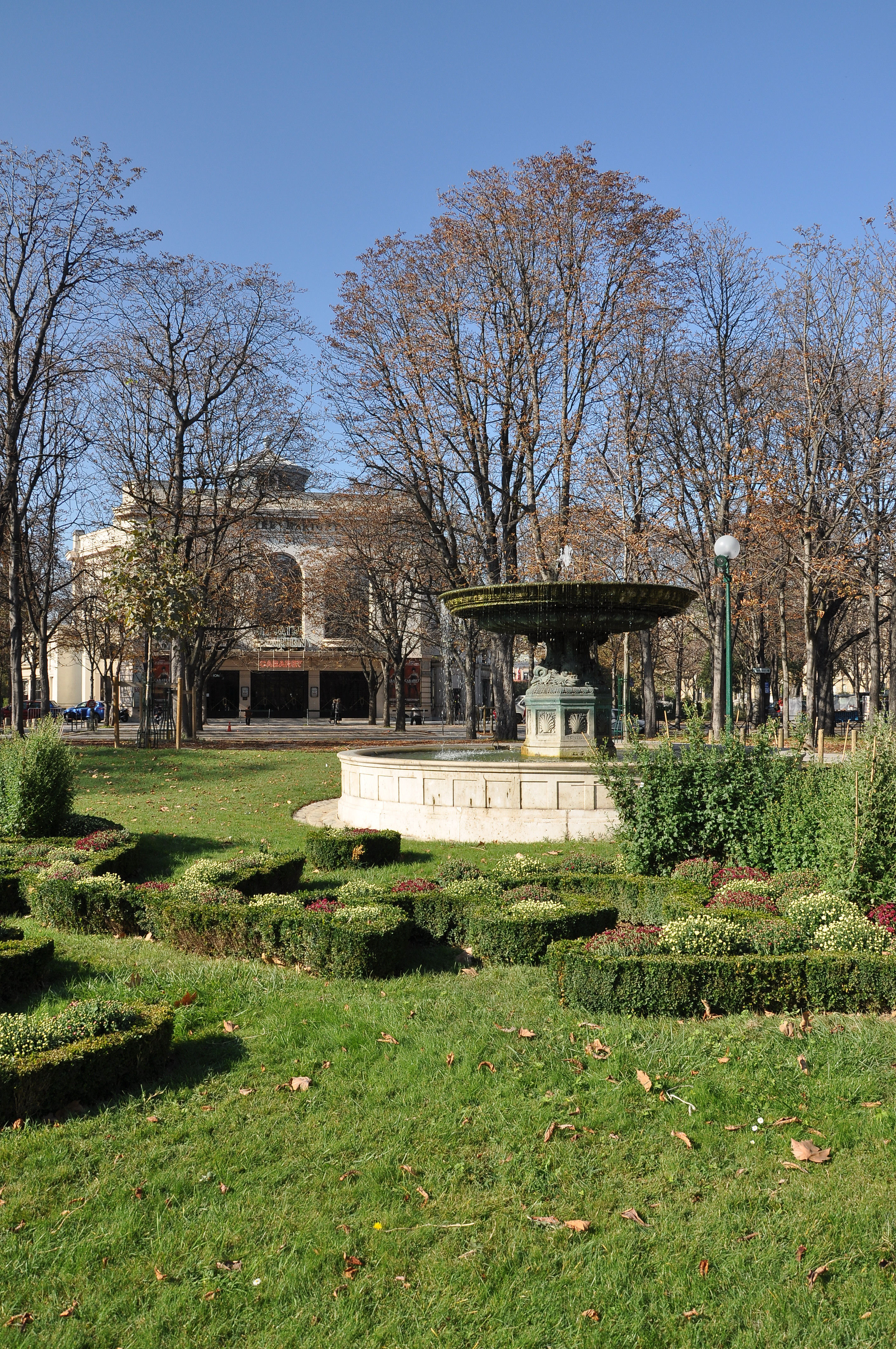
Fontaine de la Grille du Coq a frente do Palácio do Eliseu
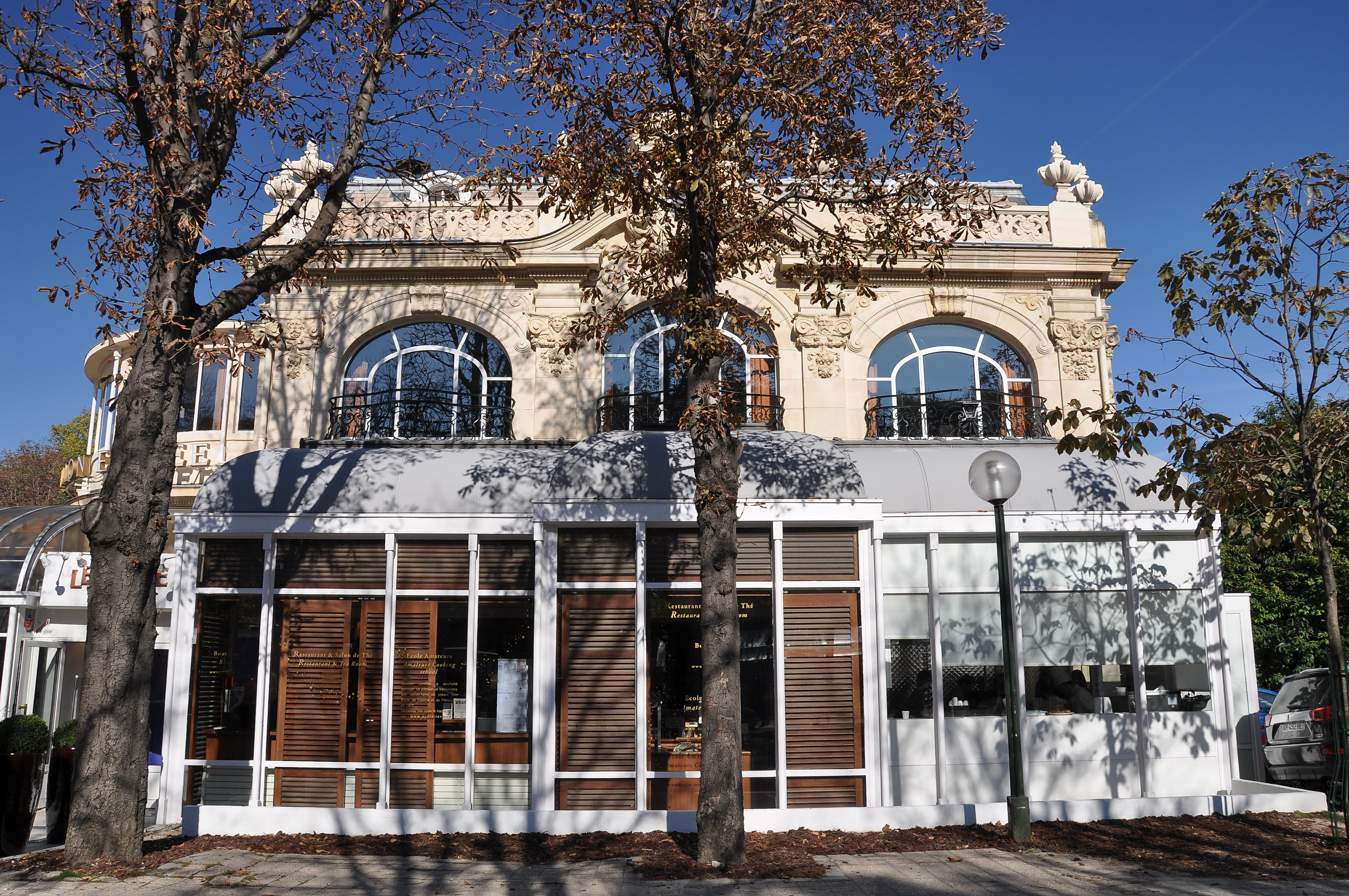
Pavillon Lenôtre
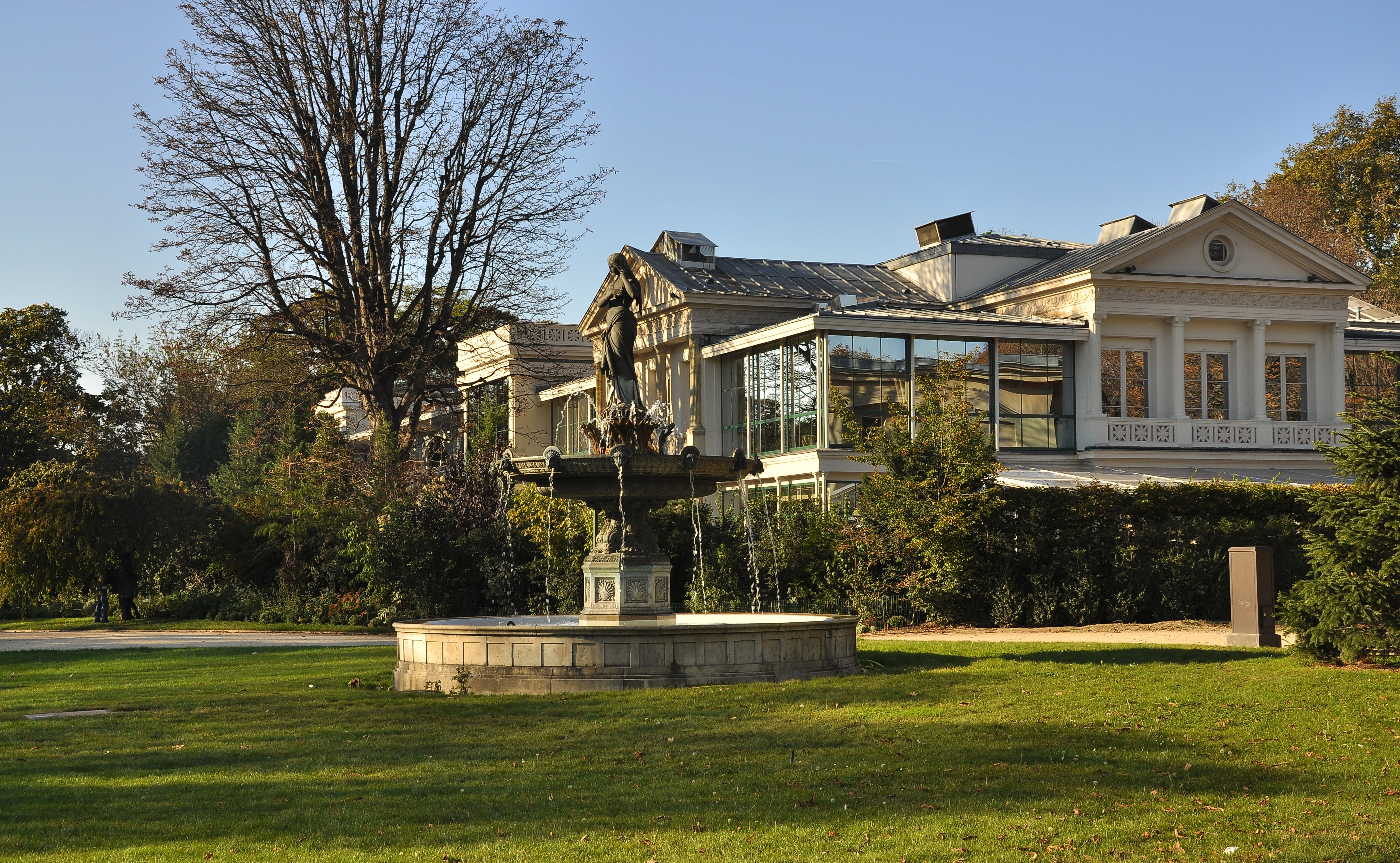
Pavillon Gabriel e a Fontaine des Ambassadeurs

- Carré de Marigny (na saída da rue du Cirque); há o Teatro Marigny, o restaurant Laurent, o famoso mercado dos selos e um teatro de marionetes Guignol.

Carré Marigny
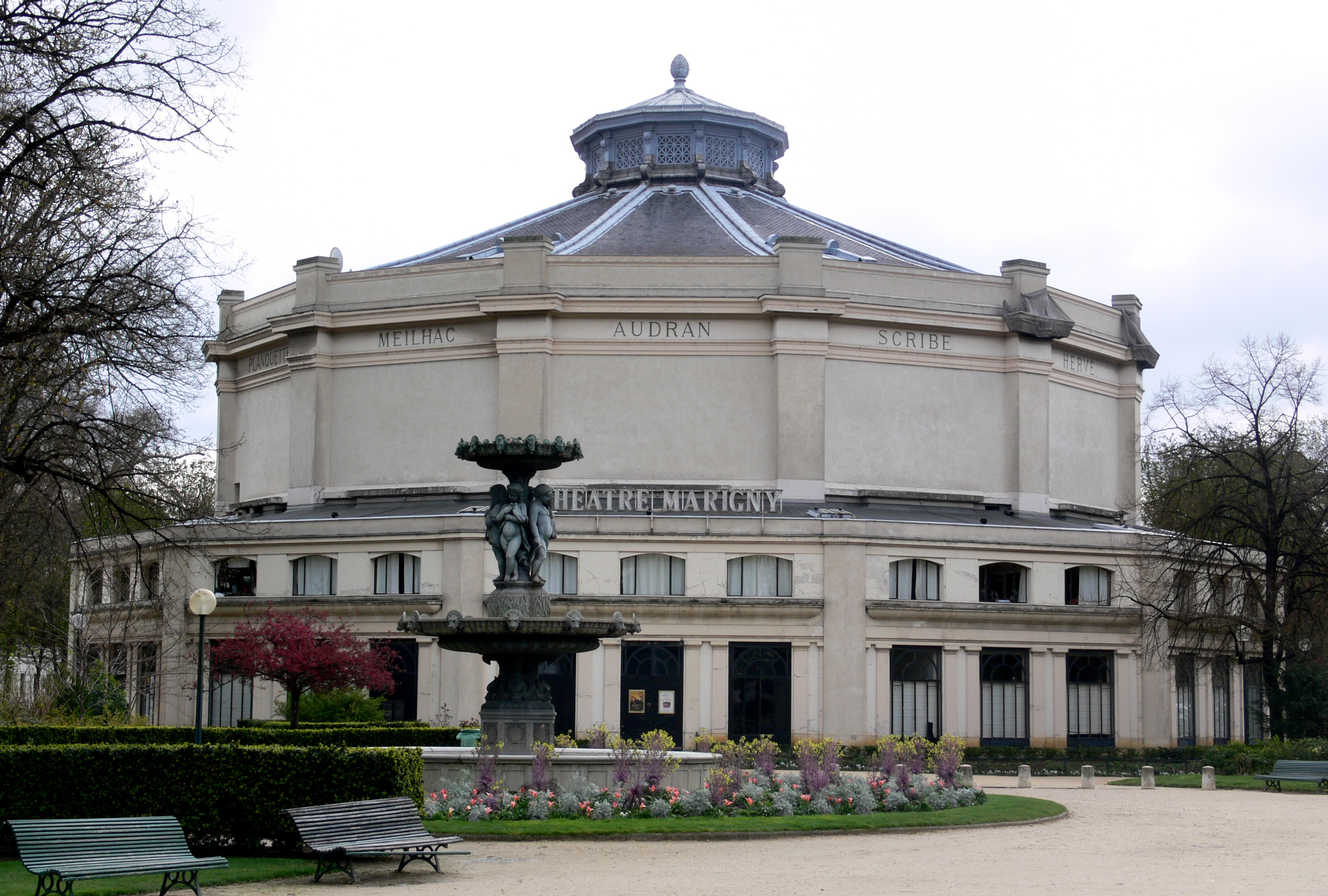
Théâtre Marigny
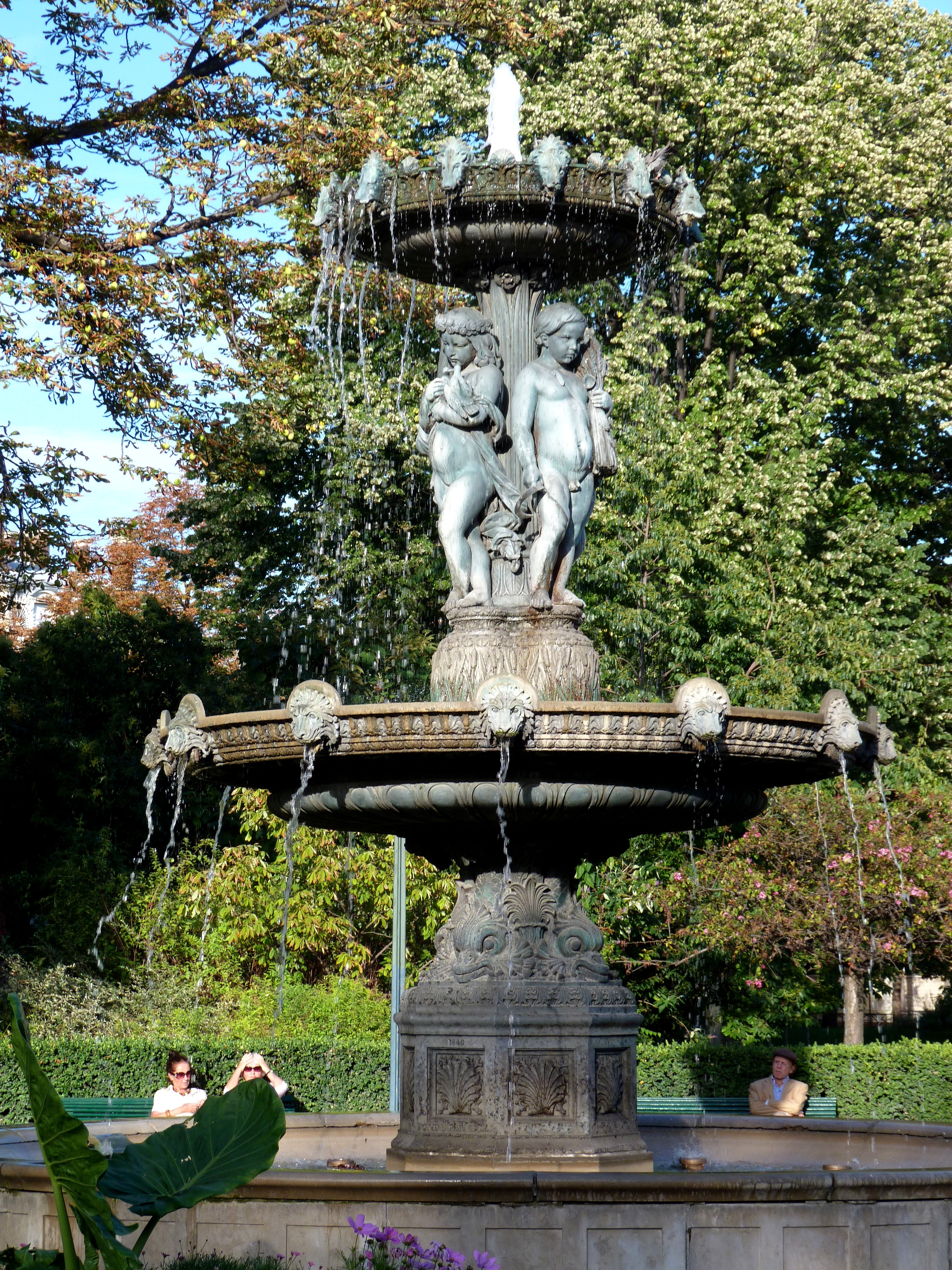
Fontaine du Cirque
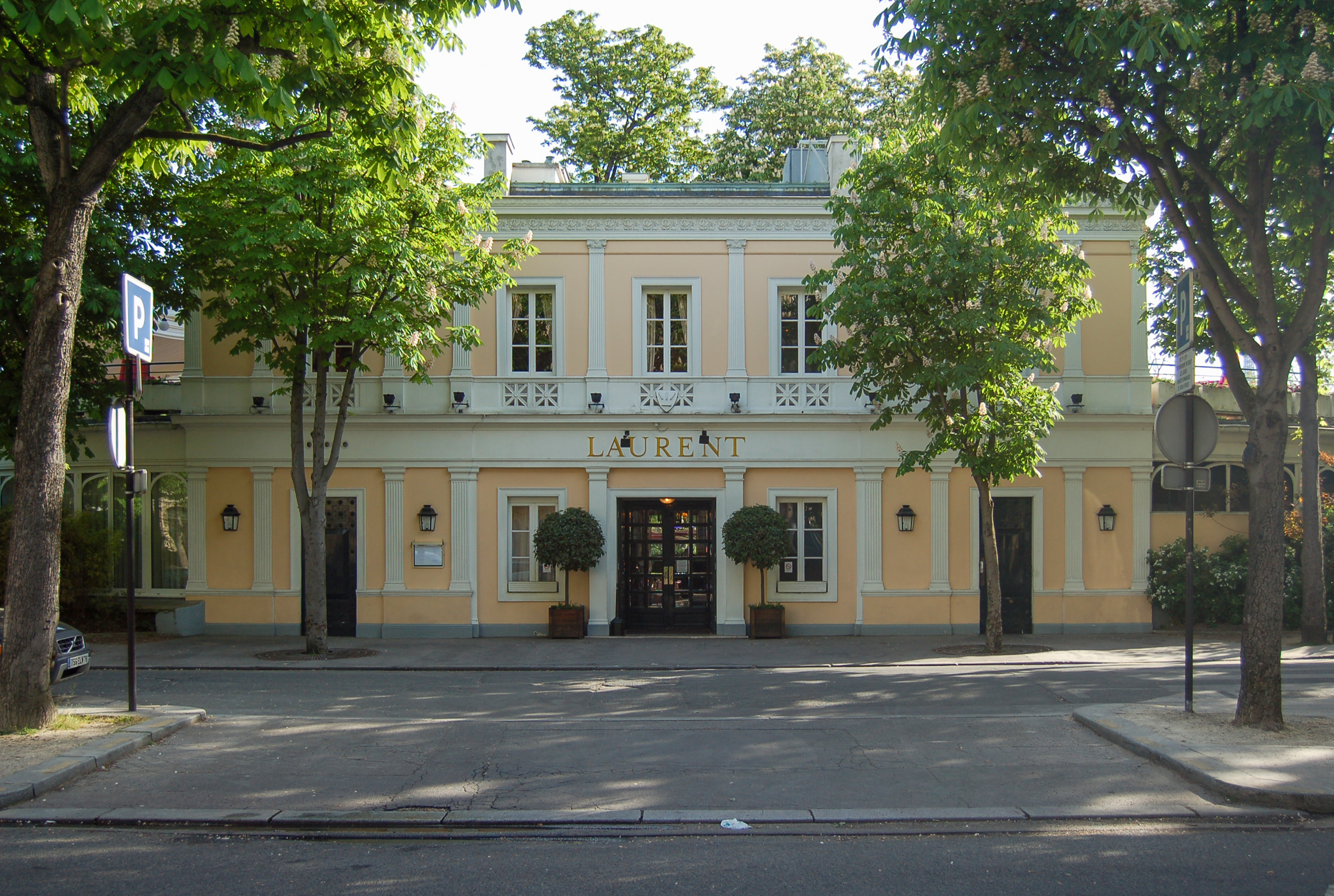
Restaurant Laurent
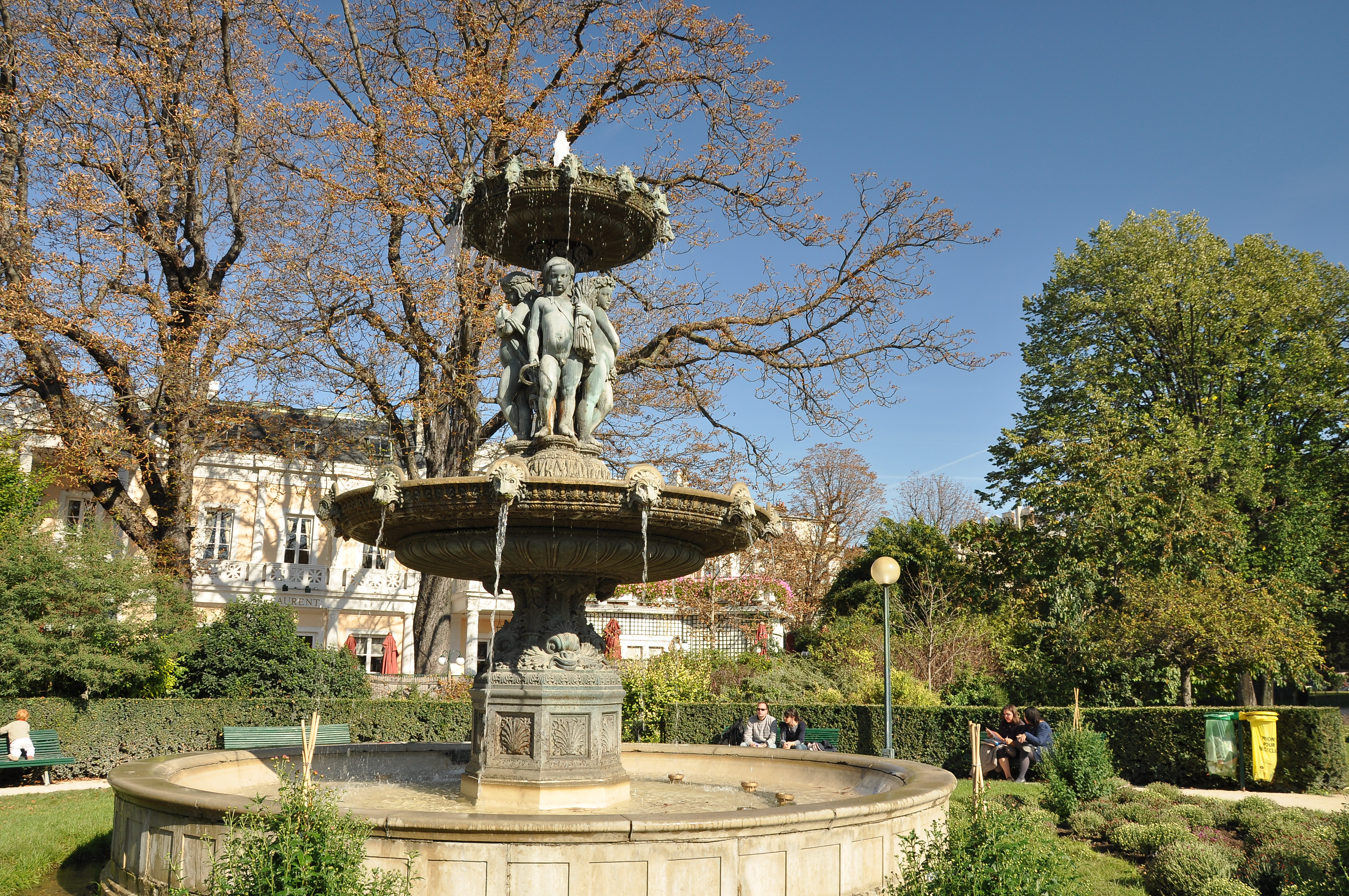
Fontaine du Cirque

No lado Sul, de Leste a Oeste
- Carré Ledoyen ou du Géorama (em frente ao carré des Ambassadeurs): se encontra o restaurante Ledoyen.

Carré Ledoyen
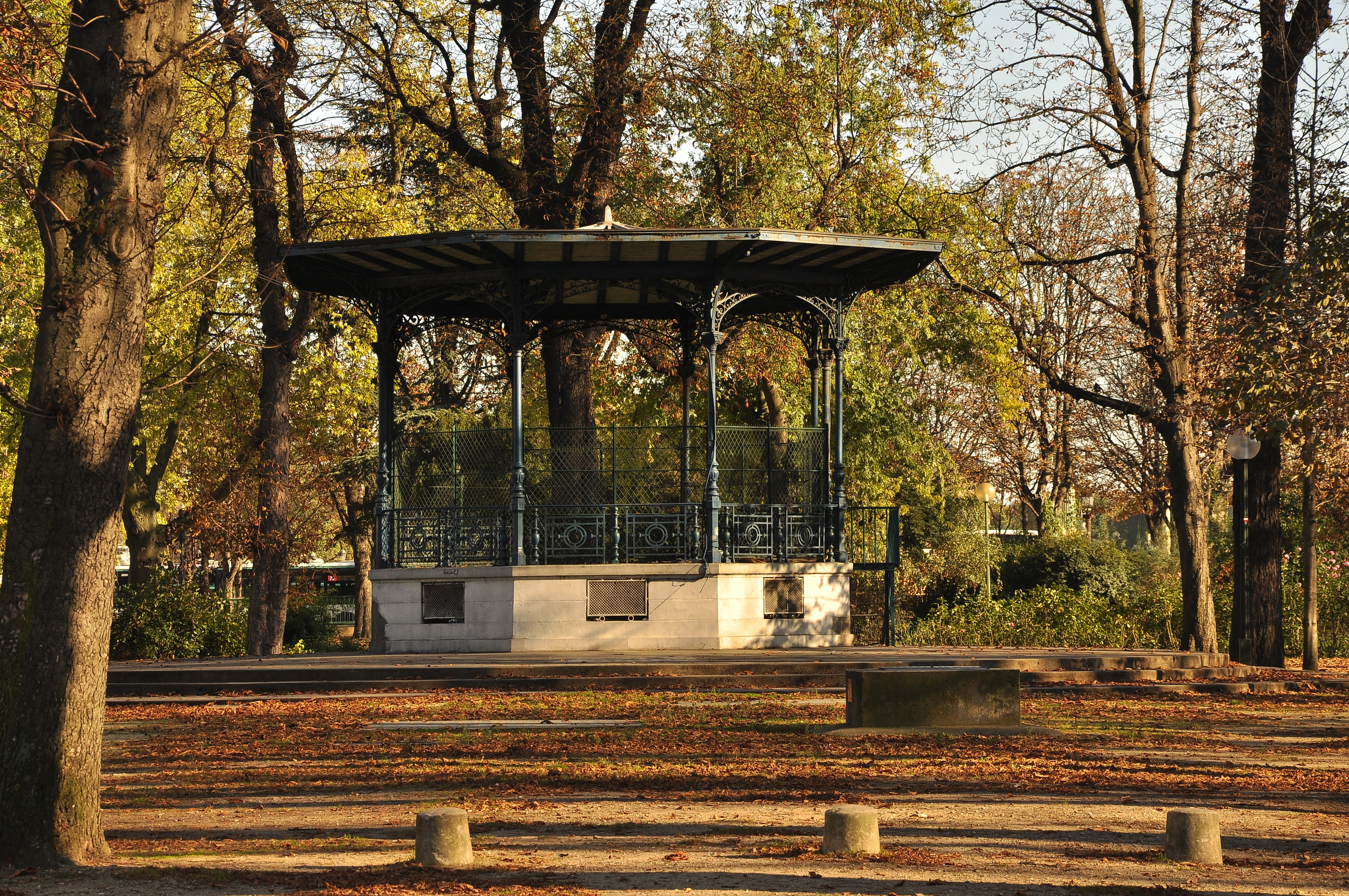
Coreto
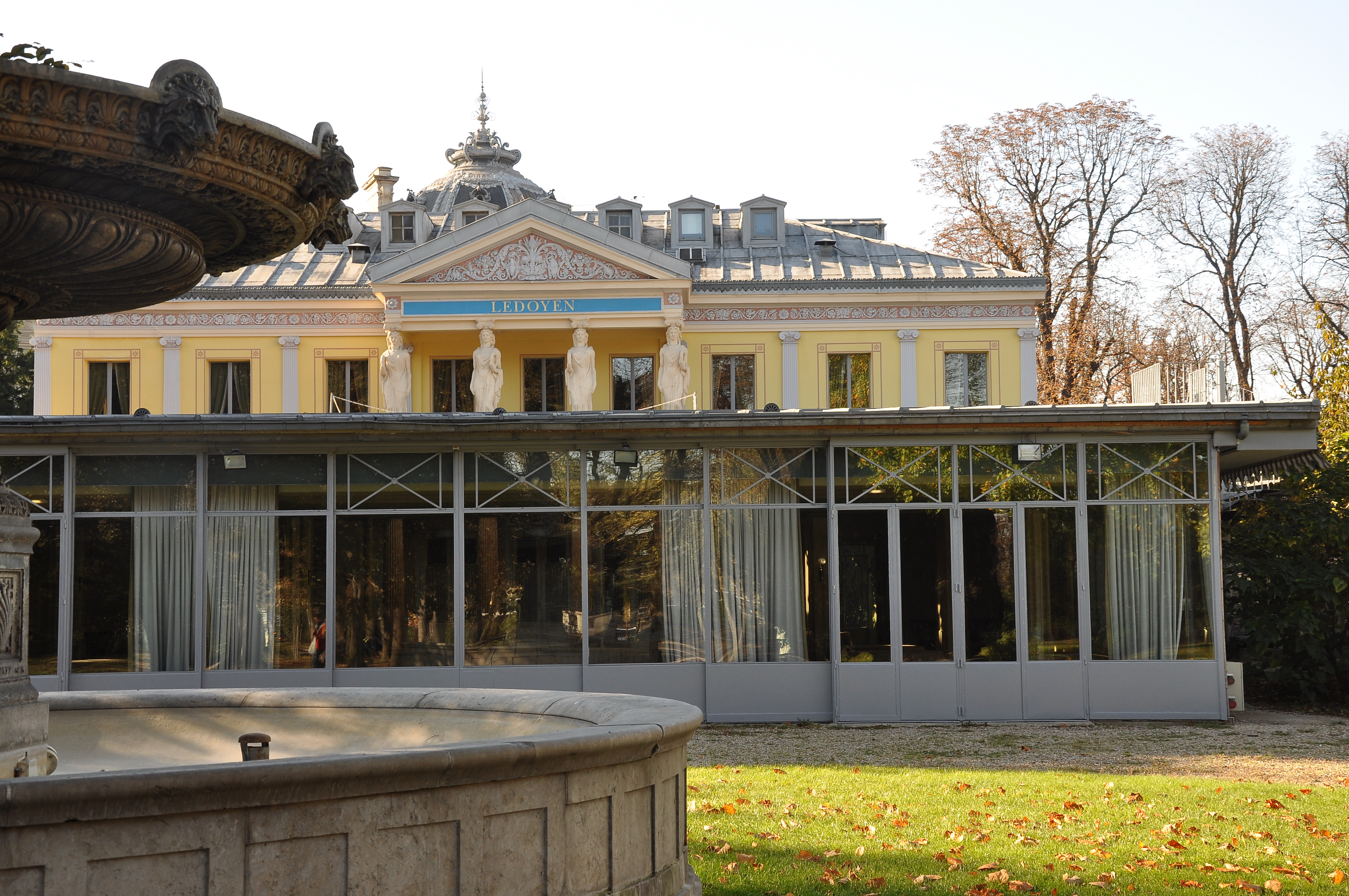
Pavillon Ledoyen
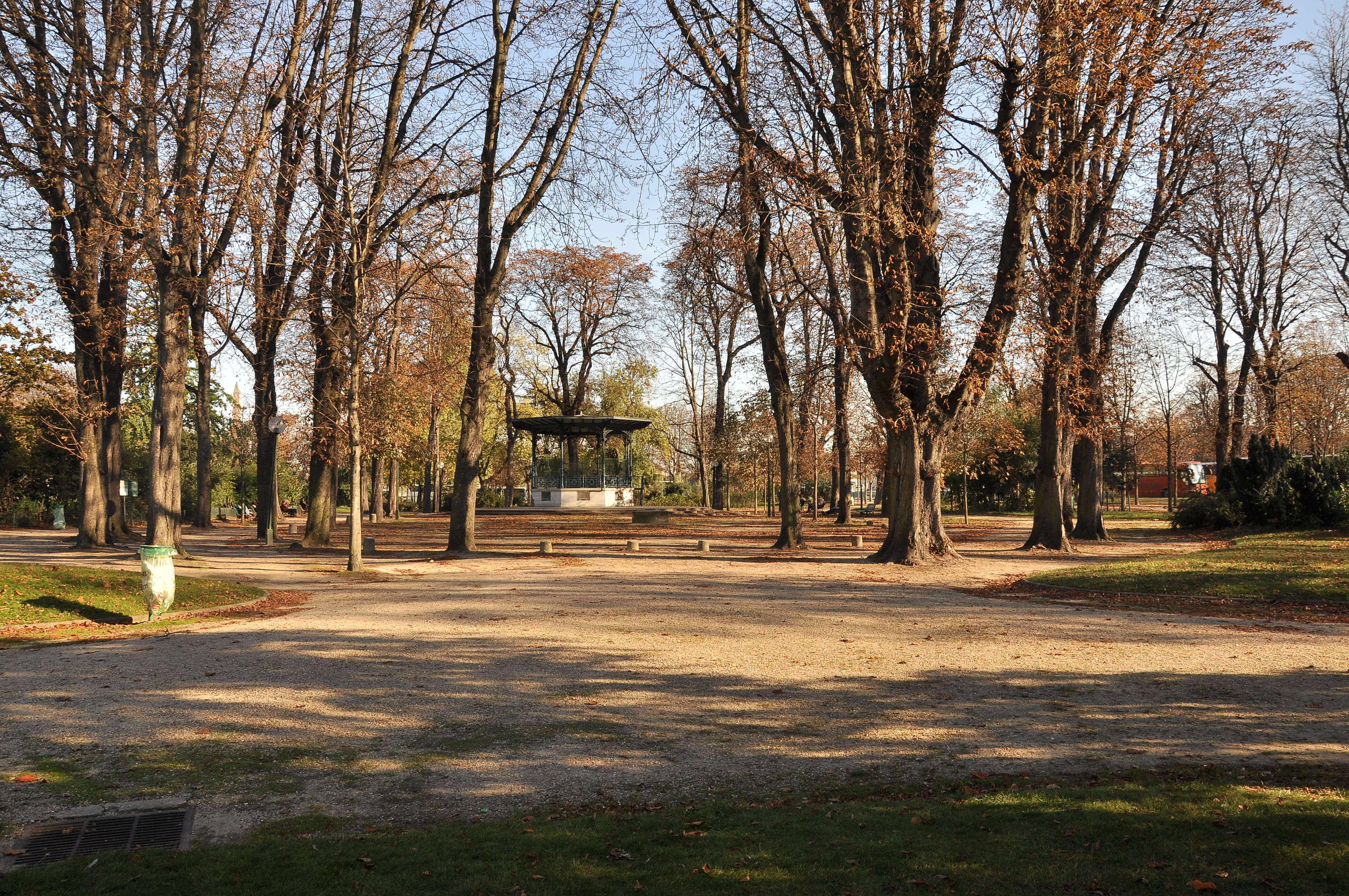
Vista geral

- Grand carré du Battoir também chamado Grand carré des Jeux ou ainda des Fêtes (em frente ao carré de l'Élysée): este quadrado foi construído pelo marquês de Marigny, diretor-geral dos Bâtiments du Roi sob Luís XV, a pedido de sua irmã, a marquesa de Pompadour, que queriam desfrutar de uma vista panorâmica sobre o Sena e os Invalides desde o Palácio do Eliseu. Se encontra o Petit Palais e o Grand Palais, que abriga o Palais de la découverte e as Galeries nationales du Grand Palais.

- Carré du Rond Point adjacente ao Rond-Point des Champs-Élysées-Marcel-Dassault.

Carré du Rond Point
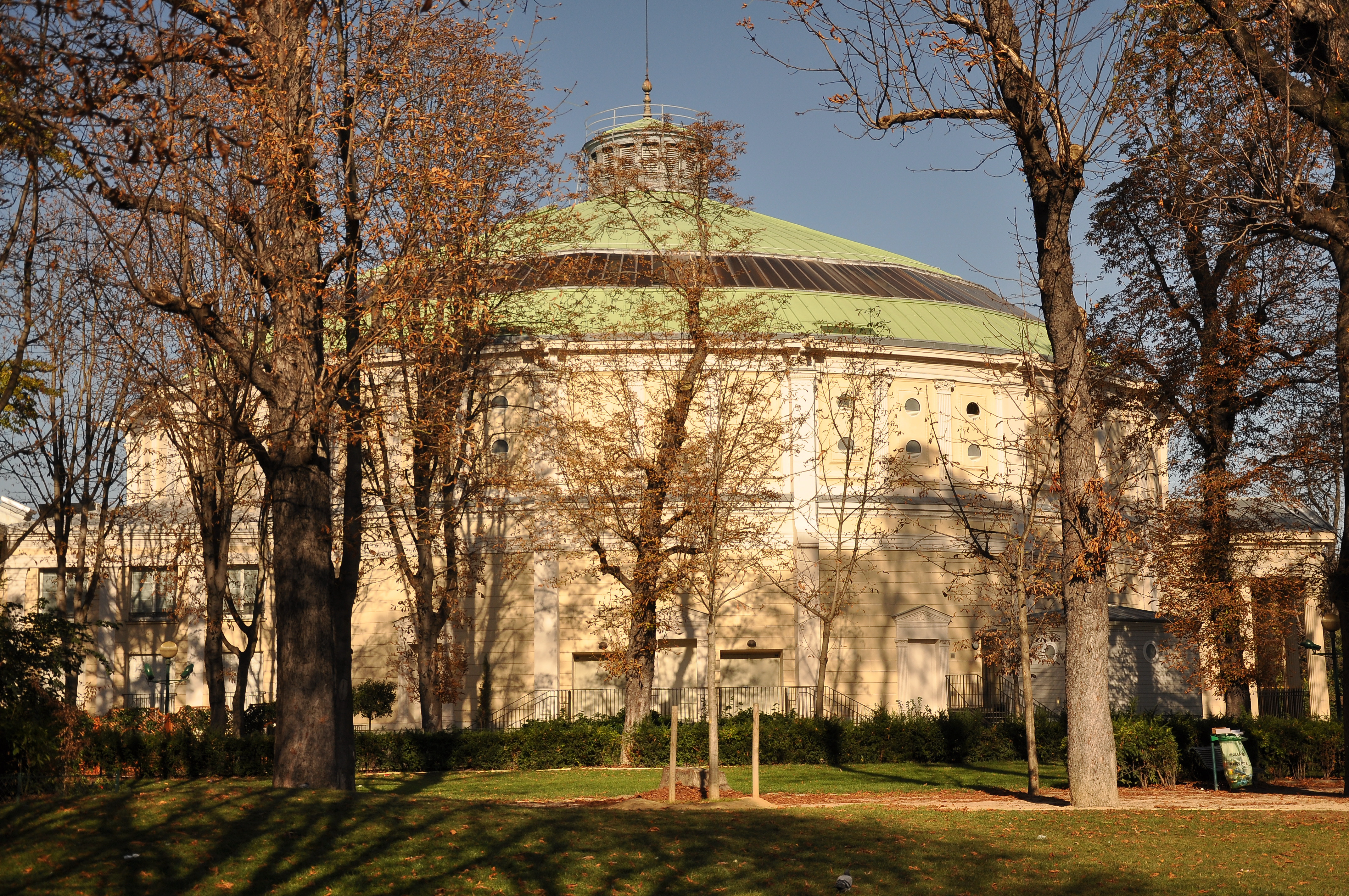
Théâtre du Rond-Point
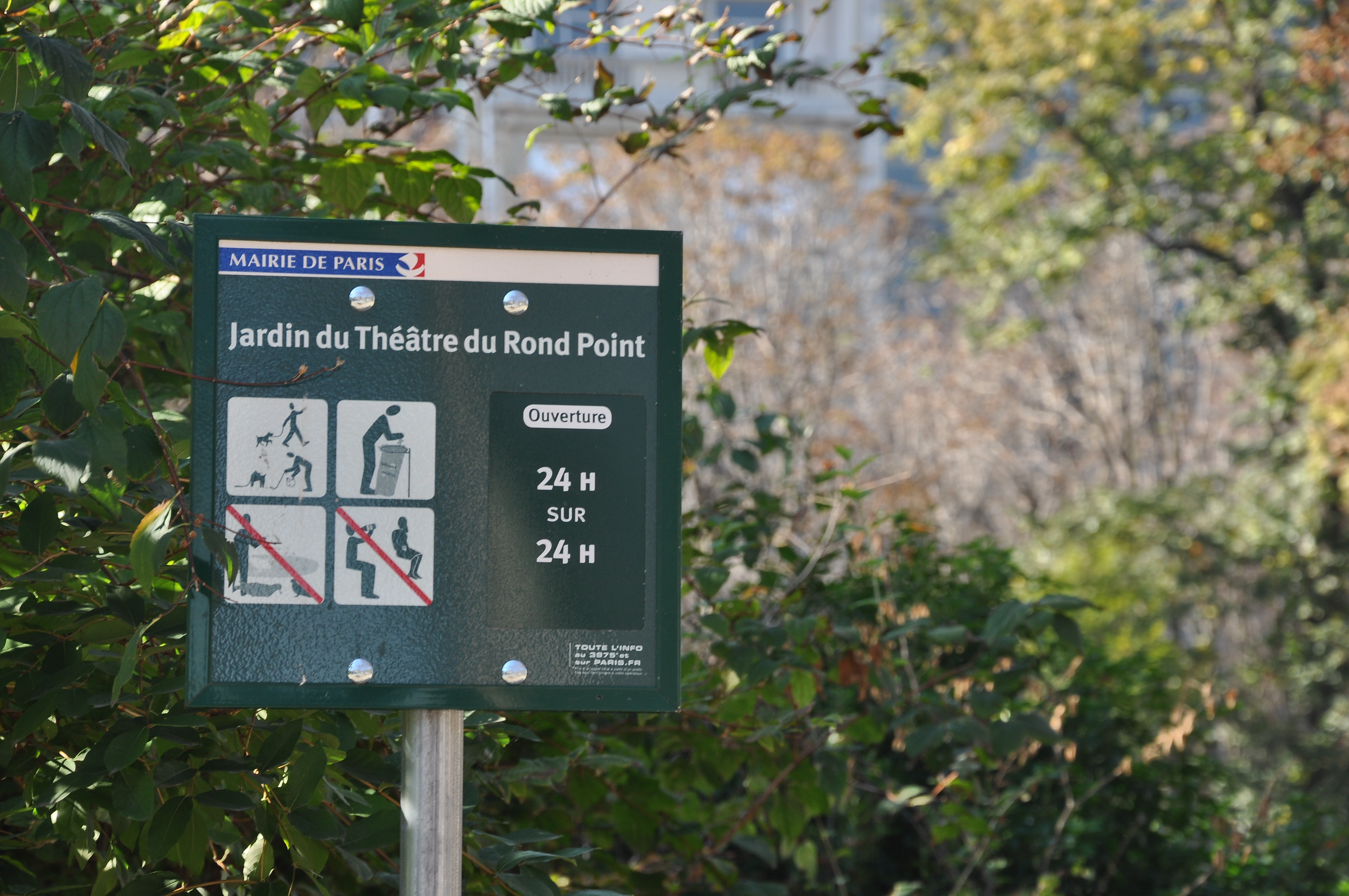
Carré du Rond Point

## Os jardins anexos
- Square Jean-Perrin situada no lado noroeste do Grand Palace.

Square Jean-Perrin
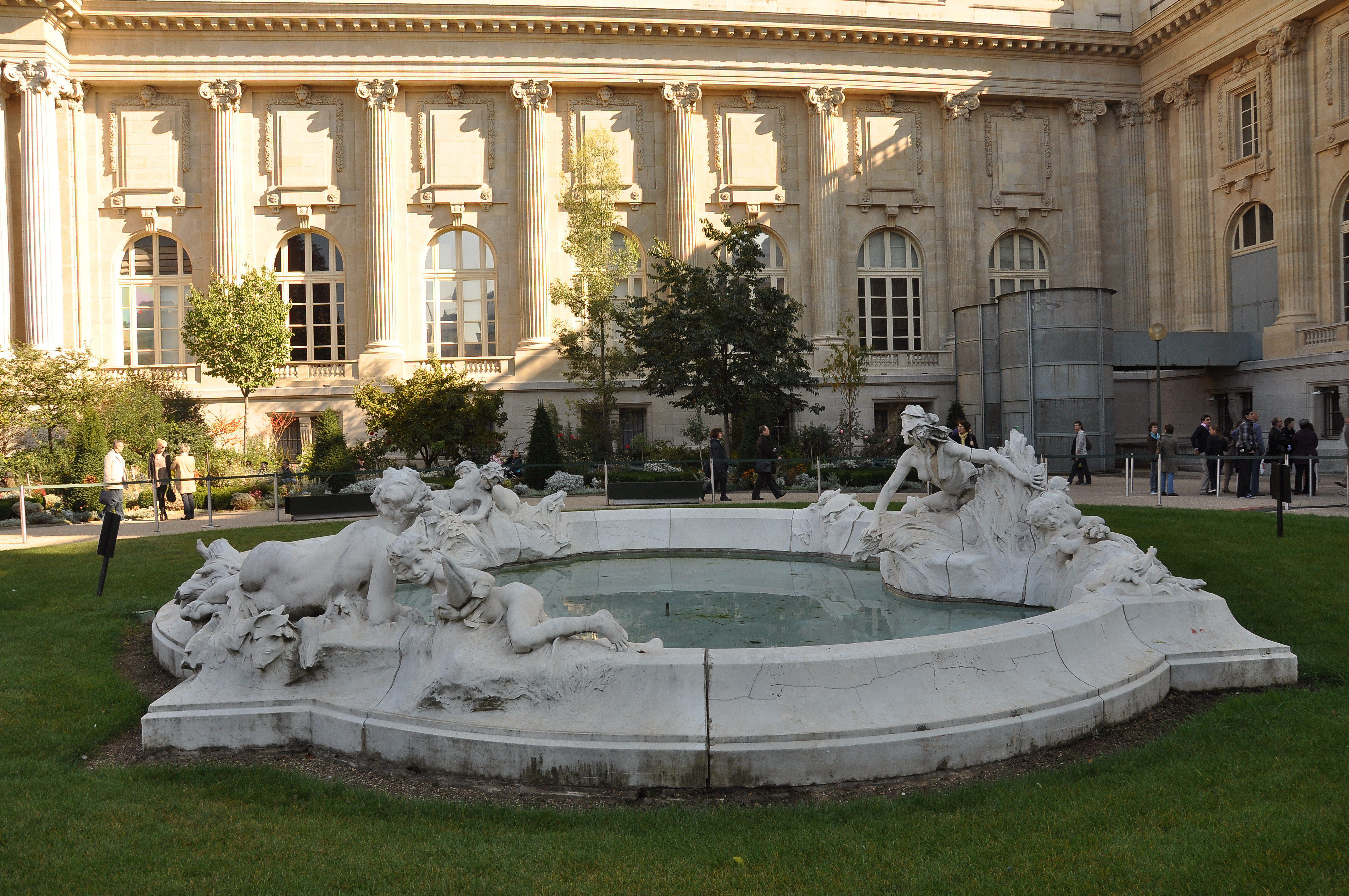
Fonte Espelho de água, o Sena e de seus afluentes

- Jardin de la Nouvelle-France situado no lado sudoeste do Grand Palace.

Jardin de la Nouvelle-France
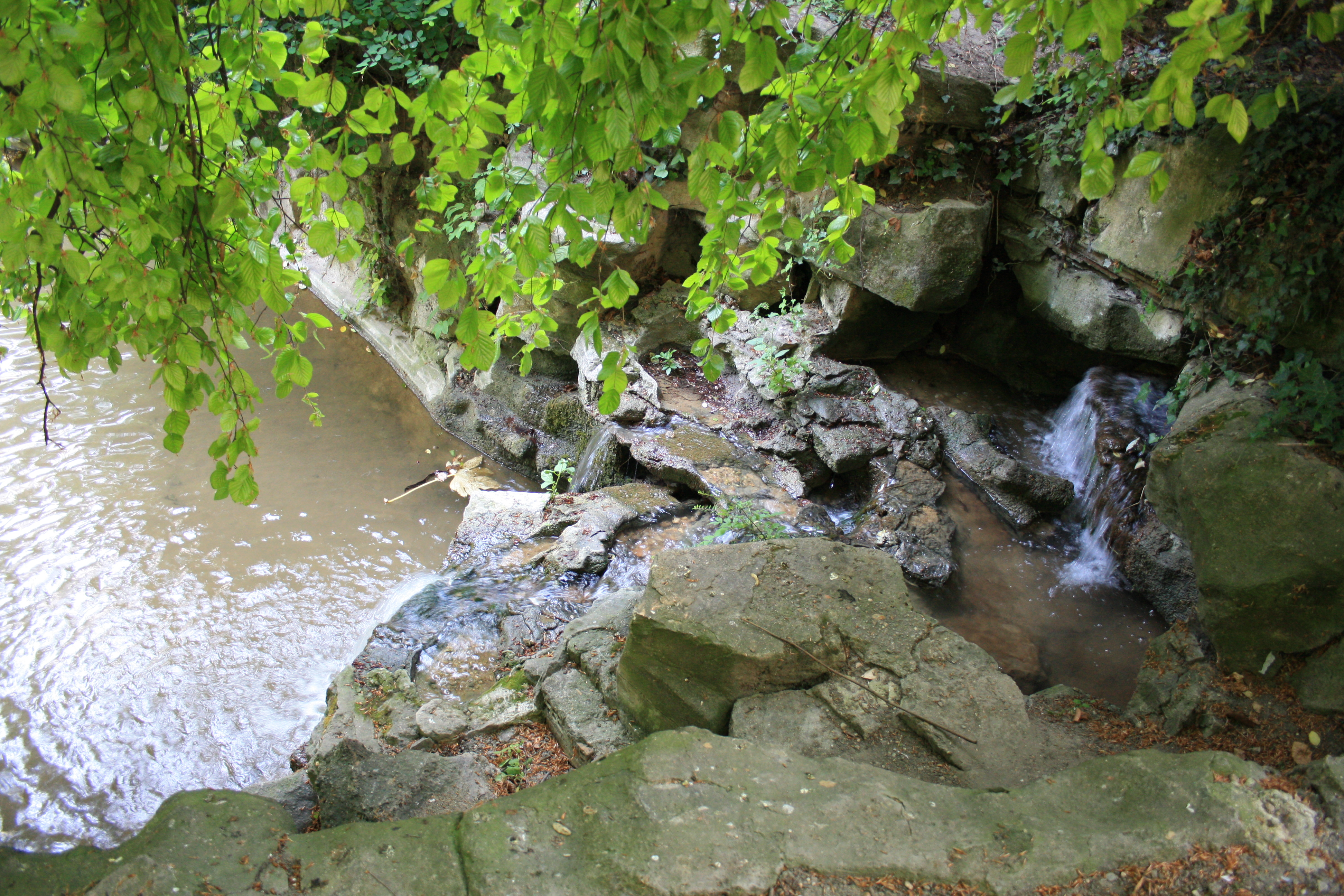
Cachoeira artificial
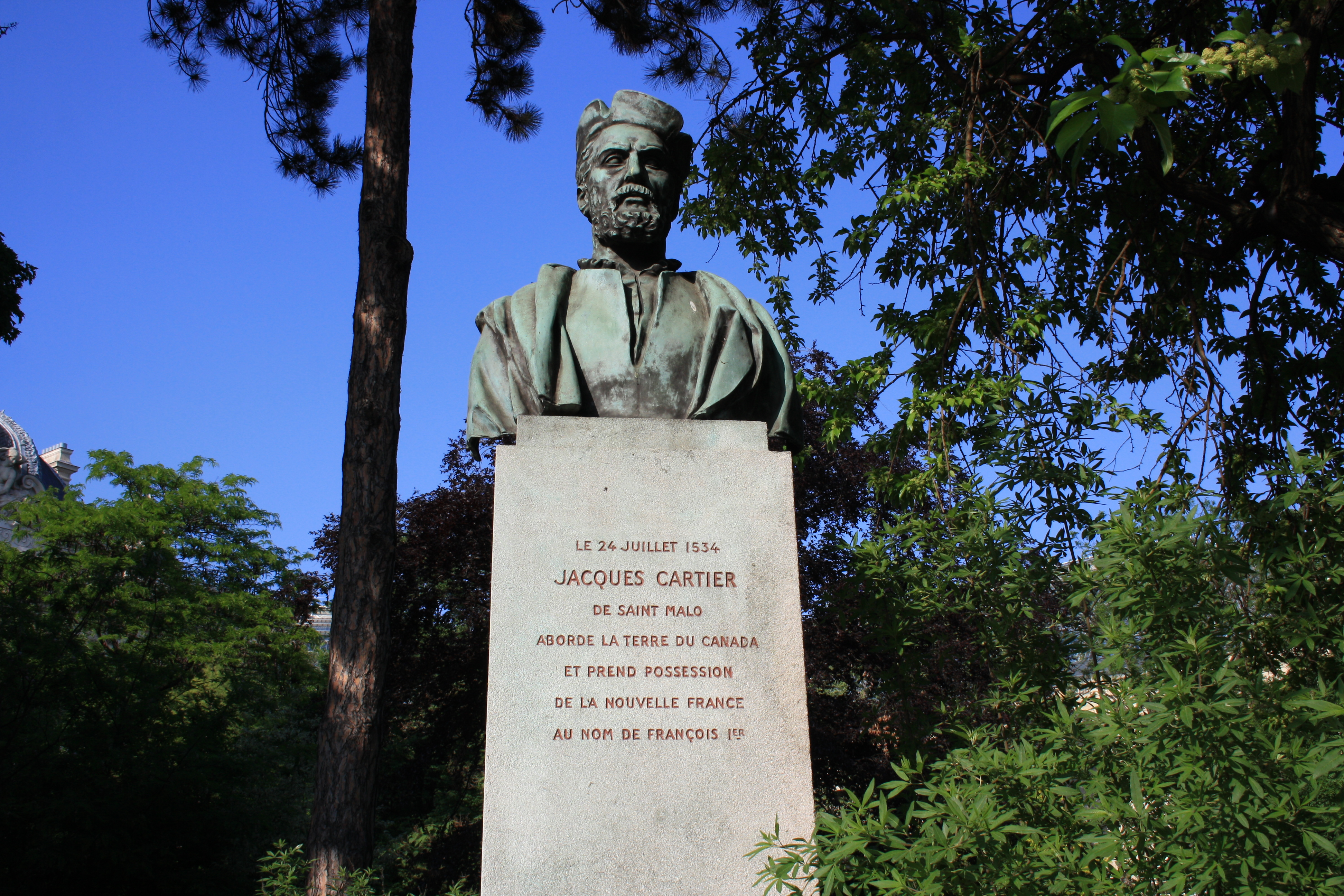
Busto de Jacques Cartier
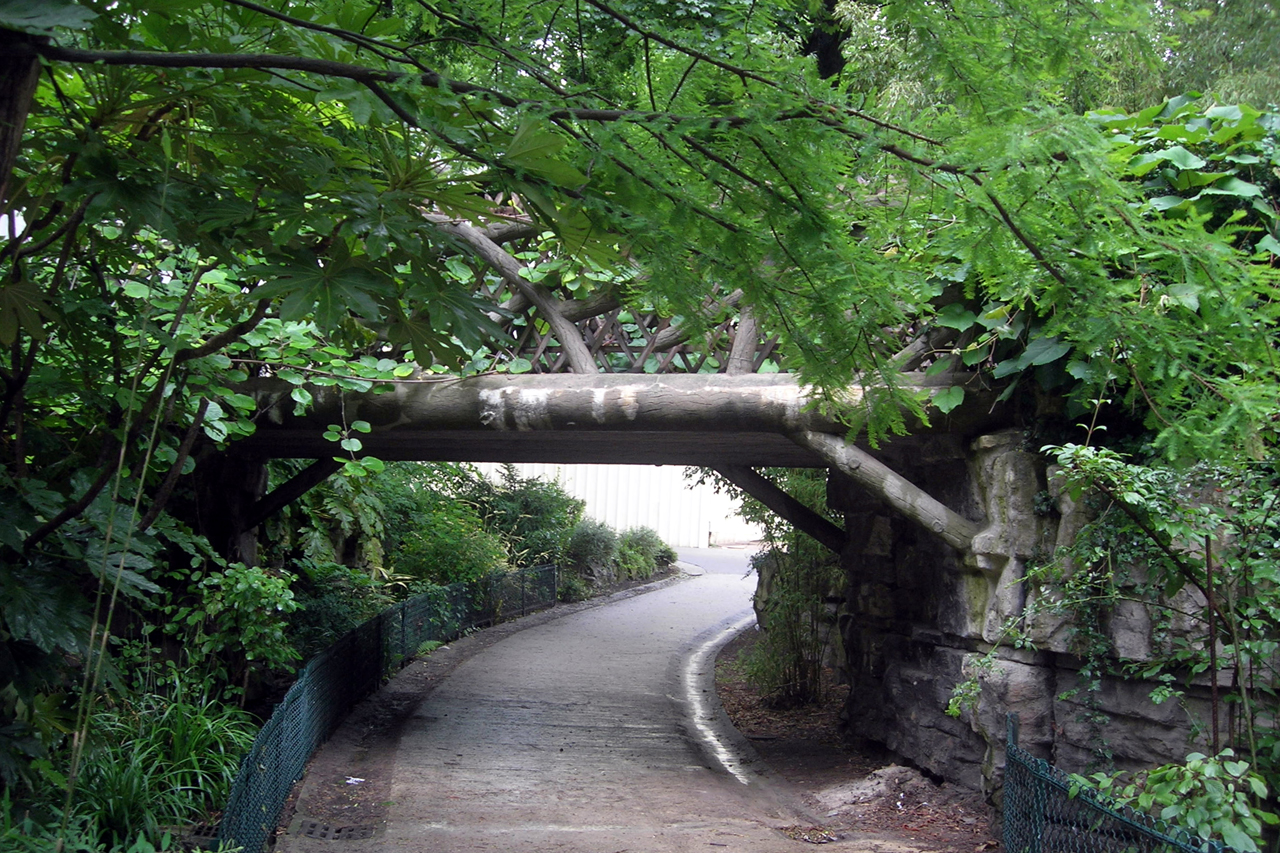
Ponte artificial
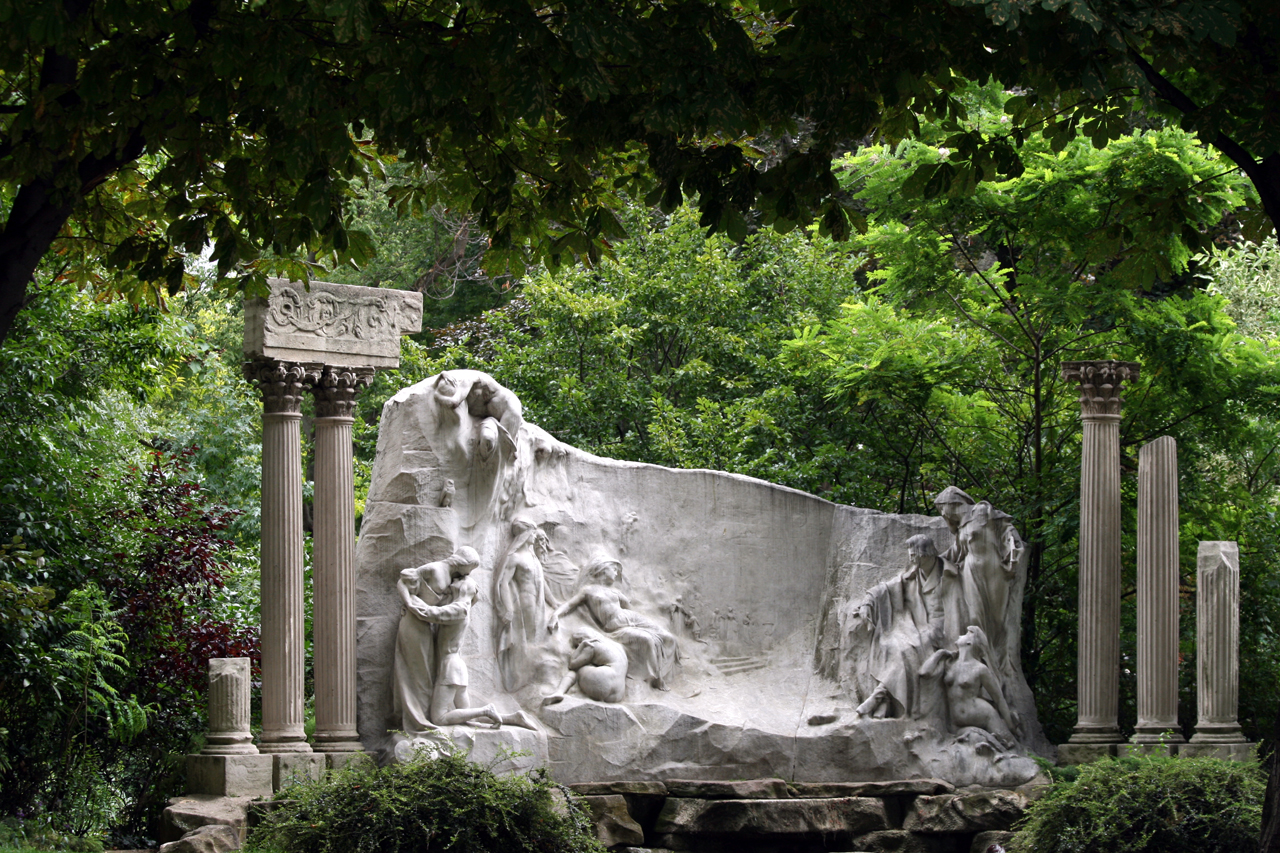
Monumento a Alfred de Musset

## Filme rodado nos jardins
- 1963: Charada de Stanley Donen